# Theodoor Karel van Lohuizen
Theodoor Karel van Lohuizen, algemeen bekend als Th.K. van Lohuizen, (Den Burg, 5 augustus 1890 - Den Haag 9 december 1956) was een Nederlands civiel ingenieur.
Hij was zoon van Arnoldus Johan Marinus van Lohuizen, ontvanger registratie domeinen en Kaatje Kievit. Hij was aanhanger van het (universeel) soefisme. Hij werd begraven op Oud Eik en Duinen  te Den Haag. Hij was officier in de Orde van Oranje-Nassau. In Amsterdam werd een straat (Th. K. van Lohuizenlaan) naar hem vernoemd in de Architectenbuurt in het voormalig Oostelijk Havengebied.
Hij kreeg zijn opleiding aan de voorloper van de Technische Universiteit Delft (propedeuse: Weg- en waterbouwkunde, 1911, kandidaatsexamen c.i. 1916). Na die studie was hij enige tijd werkzaam bij Rijkswaterstaat, vervolgens verrichtte hij werk voor de gemeenten Rotterdam (woonwijk Oud-Mathenesse) en Bussum. Voorts was hij betrokken bij de publicatie van Een Toekomstig Landschap der Zuiderzeepolders, het Sociaal Technische Vereeniging van Democratische Ingenieurs en Architecten (S.T.V.), de woningtelling van rond 1922 en spreker op het Internationaal Stedenbouwkundig Congres in 1924. In 1928 ging hij werken voor de Dienst der Publieke Werken. Samen met collega Cornelis van Eesteren was hij verantwoordelijk over de westelijke uitbreiding van de stad Amsterdam, samengevat in het Algemeen Uitbreidingsplan (UAP). In 1952 had hij zitting in de studiecommissie en schreef mee aan een rapport betreffende uitbreidingsplannen/noodzaak van het door de Tweede Wereldoorlog geteisterde Arnhem. Hij en zijn commissiecollega's en opstellers voorzagen een groei van die stad tot 160.000 mensen (in april 2017 waren dat er 156.050 volgens het CBS). Al eerder was hij voorzitter van een soortgelijke commissie in Hilversum. 
Vanaf 1939 was hij privaat-docent aan de Gemeentelijke Universiteit van Amsterdam, vanaf 1947 was hij tevens buitengewoon hoogleraar stedenbouwkunde te Delft. 
Hij overleed te Den Haag. Hij was vanaf 1922 tot aan zijn dood de bezitter van Compositie met blauw, geel, rood, zwart en grijs uit 1922 van Piet Mondriaan voordat het verhuisde naar het Stedelijk Museum
- Biografisch Portaal: 39522683
- Gemeinsame Normdatei: 119026627
- International Standard Name Identifier: 0000 0001 2210 1089
- Library of Congress Control Number: n92004058
- RKD-Nederlands Instituut voor Kunstgeschiedenis: 428968
- Union List of Artist Names: 500230515
- Virtual International Authority File: 35257403
- WorldCat: E39PBJwhFbQMdjppkTcqkBqbBP